# Polare Verstärkung
Eine Veränderung des Strahlungsantriebs führt zu einer globalen Klimaveränderung. Die damit einhergehenden Temperaturveränderungen sind an den Polen weit ausgeprägter als an anderen Orten der Erdoberfläche. Dieses Phänomen wurde von Syukuro Manabe und Ronald J. Stouffer im Jahr 1980 Polar Amplification genannt; die Bezeichnung hat sich seitdem etabliert. Im deutschen Sprachraum wird oft die Übersetzung polare Verstärkung oder auch polare Amplifikation geführt. Bezogen auf die nördliche bzw. südliche Polarregion spricht man auch von Arktischer Amplifikation bzw. Antarktischer Amplifikation.

## Prozesse

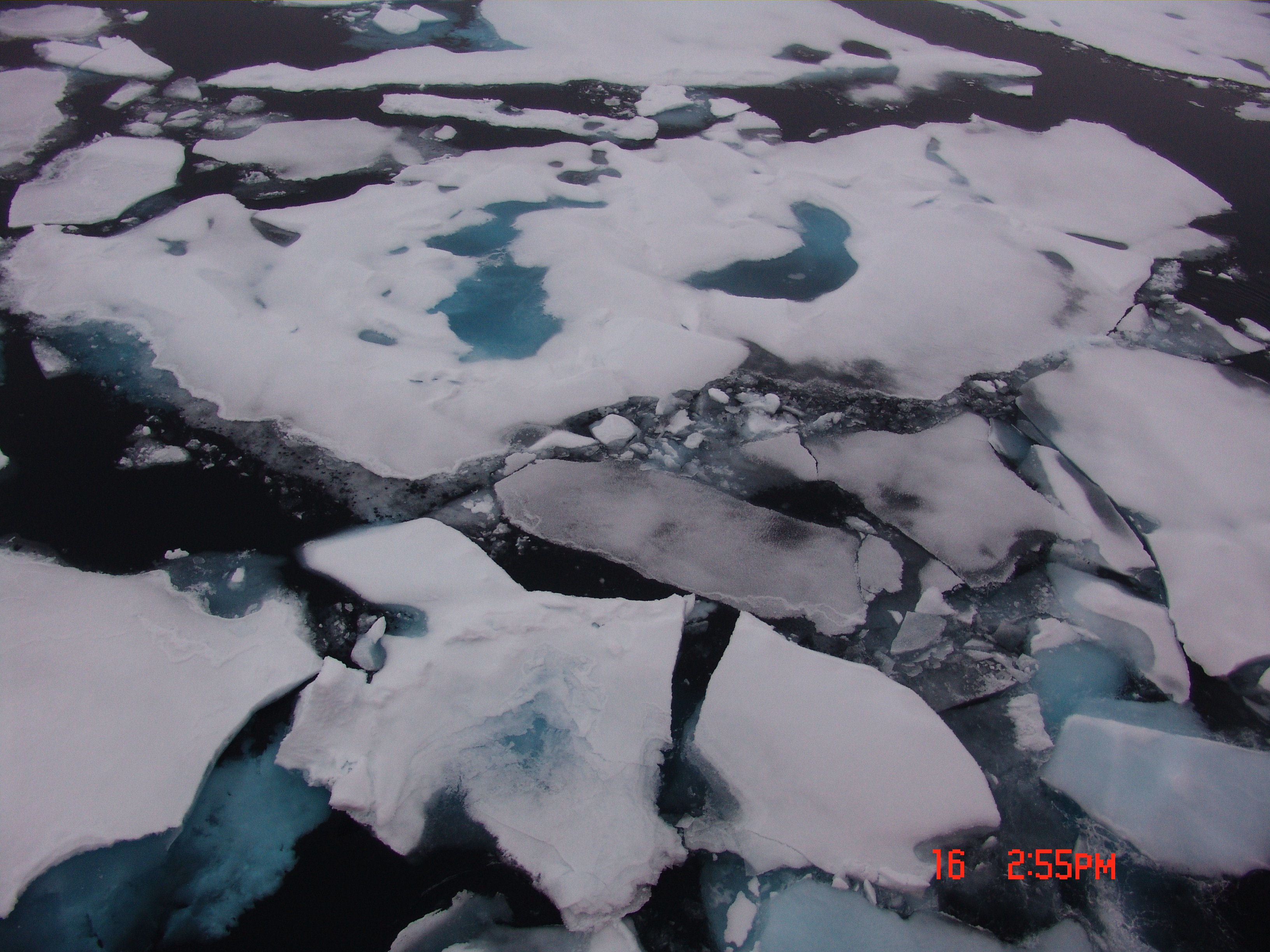
Dunkle Wasserflächen absorbieren mehr Wärme als helle Schnee- und Eisflächen

Für die polare Verstärkung spielen je nach Jahreszeit unterschiedliche physikalischer Prozesse eine Rolle.
Die Eis-Albedo-Rückkopplung wird als der wichtigste Prozess angesehen: Schnee- und Eisflächen reflektieren bis zu 90 % der eingestrahlten Sonnenenergie ins Weltall. Das Abschmelzen der Schnee- und Eisflächen bringt die darunter liegenden Land- und Wasseroberflächen zum Vorschein, die einen größeren Teil der Sonnenenergie absorbieren (wegen ihrer dunkleren Farbe). Die absorbierte Energie erwärmt die Oberfläche zusätzlich.
Klimasimulationen zeigen jedoch, dass dies nur der zweitwichtigste Effekt ist; die polare Verstärkung ist auch ganz ohne den Einfluss der Albedoänderung beobachtbar. Die wichtigsten Effekte sind hierbei der in der Arktis veränderte atmosphärische Temperaturgradient und die erhöhte Abstrahlung bei höheren Temperaturen. Da die Atmosphäre an den Polen flacher als in niedrigen Breiten ist, muss auch weniger Masse aufgeheizt werden. Aufgrund des Stefan-Boltzmann-Gesetzes steigt die abgestrahlte Leistung {\displaystyle P} mit der vierten Potenz der Temperatur {\displaystyle T}, gemessen in Kelvin. Bezeichnet man die Änderung der abgestrahlten Leistungsdichte {\displaystyle E=P/A} (= Leistung pro Flächeneinheit) mit {\displaystyle \Delta E} und die Temperaturänderung mit {\displaystyle \Delta T}, so folgt durch Differenzieren des Stefan-Boltzmann-Gesetzes der Zusammenhang
{\displaystyle \Delta T={\frac {\Delta E}{4\sigma T^{3}}}}.
Eine Änderung der Leistungsdichte {\displaystyle \Delta E=} 1 W/m2 benötigt demnach bei einer Ausgangstemperatur von -30°C (=243 K) eine Temperaturerhöhung um 0,31 K, bei einer Ausgangstemperatur von +30 °C (=303 K) jedoch nur eine Erwärmung um 0,16 K.
Der Rückgang der Meereisbedeckung und -dicke führt daneben dazu, dass das Meer in diesen Gebieten seine Isolation gegenüber niedrigen Luftschichten verliert. Im Sommer speichert das Wasser mehr Wärme aus diesen Luftschichten. Im Herbst, wenn die Sonneneinstrahlung endet, gibt der dann im Vergleich zur Atmosphäre relativ warme Ozean seine Wärme an die Atmosphäre ab. Meerwasser besitzt eine erheblich höhere Wärmekapazität als Luft oder Gestein. Daher dauert es vergleichsweise lang, bis sich Eis bilden kann. Während der einsetzenden Eisbildung wird darüber hinaus auch die Kristallisationsenthalpie an die Luft abgegeben. Die mit dem Rückgang des Meereises verbundenen Prozesse führen besonders im Herbst und Winter zu einer verstärkten Erwärmung der Luft über dem Meer und in der Folge im Frühling zu dann auch dünnerem Eis. Über Landflächen dagegen erwärmt sich die Luft nahe der Oberfläche besonders im Frühling, denn hier wirkt sich allein die Schnee- bzw. Eis-Albedo Rückkopplung aus. Durch die gegenüber niedrigeren Breiten niedrigeren Temperaturen in der Arktis führt eine Erwärmung nur in geringerem Umfang zu einer Verdunstung, so dass mehr Energie zur Lufterwärmung bereitsteht.
Außerdem führt eine Erwärmung zu veränderten ozeanischen und atmosphärischen Zirkulationen, was eine weitere Erwärmung fördert. Änderungen des Netto-Wärmetransports in der Atmosphäre und durch Meeresströmungen, etwa durch die Atlantische Multidekaden-Oszillation, erklären eine beobachtete verstärkte Erwärmung höherer Luftschichten im Sommer.
Anders als in niedrigeren Breitengraden wirken Wolken in der Arktis eher erwärmend als kühlend. Sie verstärken die atmosphärische Rückstrahlung und behindern die Abgabe von Wärme in das All. Dagegen spielt ihre Albedo im dunklen arktischen Herbst und Winter keine kühlende Rolle. Die Wolkenbedeckung in der Arktis reagiert besonders stark auf Änderungen der Oberflächenalbedo. Mehr freie Meeresflächen und höhere Verdunstung und möglicherweise auch der verstärkte Transport feuchter Luft aus niedrigen Breiten führen in der Arktis zu einem höheren Wasserdampfgehalt und höherer Wolkenbedeckung. Gleichzeitig könnten diese wiederum einen verstärkten Wärmetransport aus niedrigeren Breiten bewirken. Simulationen deuten darauf hin, dass die durch die Wolken-Rückkopplung verursachte Erwärmung die der Eis-Albedo-Rückkopplung noch übertreffen könnte.
Jüngere Untersuchungen deuten darauf hin, dass der Rückgang in der Konzentration kühlender Sulfataerosole und die Zunahme erwärmend wirkender Rußpartikel ebenfalls eine wichtige Rolle in der gegenwärtigen Erwärmung der Arktis spielt. Auch die Zunahme von Schmelzwassertümpeln auf Eisoberflächen kann eine Erwärmung verstärken, indem sie die Oberflächenalbedo verringert und zur Meereisschmelze beiträgt.
Die Änderung der Vegetation in arktischen Regionen verringert die Albedo und erhöht die Evapotranspiration, kann aber auch den Boden beschatten und Permafrost schützen. In Summe führen Vegetationsänderungen wahrscheinlich zu einer weiteren Verstärkung der Erwärmung in hohen Breiten.

## Beobachtungen

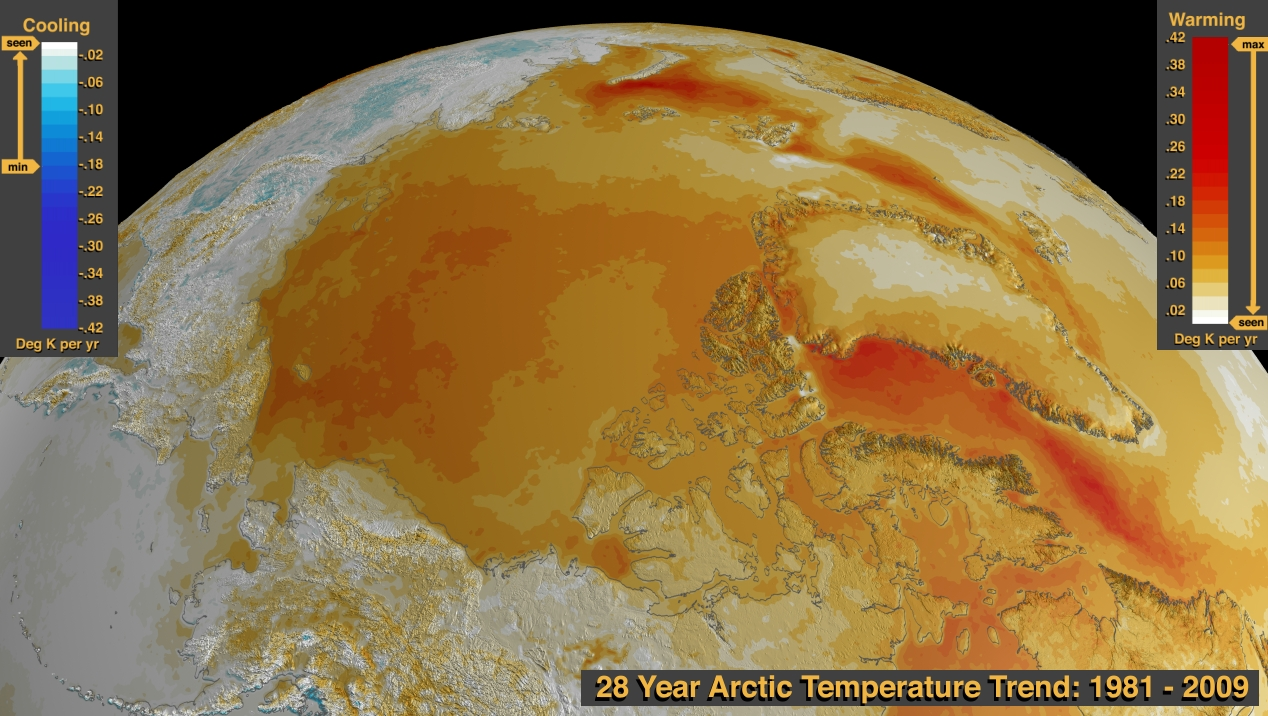
Verstärkter Temperaturtrend in der Arktis 1981–2009

Paläoklimatische Untersuchungen weisen darauf hin, dass frühere Temperaturschwankungen in der Arktis um den Faktor drei bis vier über den Schwankungen der gesamten Nordhemisphäre lagen. Instrumentelle Messungen zeigen mittlerweile deutlich die gegenwärtige arktische Amplifikation. Der Erwärmungstrend in der Region zwischen 70° N und 90° N in den Jahren 1970–2008 betrug etwa das Dreifache des globalen Erwärmungstrends. Die arktische Amplifikation ist besonders ausgeprägt über dem Arktischen Ozean und im Herbst und Winter. Simulationen der künftigen Klimaentwicklung deuten darauf hin, dass sie in den nächsten Dekaden noch zunehmen wird.

## Unterschiede Arktis – Antarktis
Werden Klimamodelle so lange durchgerechnet, bis ein stabiler Gleichgewichtszustand eintritt (Jahrhunderte bis mehrere Jahrtausende), ist die polare Verstärkung in der Arktis wie auch in der Antarktis zu beobachten. Für das vergangene Jahrhundert zeigten Messdaten, aber auch Modellrechnungen für die Antarktis – mit Ausnahme der Westantarktis – keine beobachtbare polare Verstärkung. Grund ist, dass die viel größeren Wassermassen und die tiefe Ozeanzirkulation des Südpazifik die eingebrachte Wärme weitestgehend absorbierten. Das arktische Eis ist in erster Linie Meereis. Dieses wird nicht nur von oben, von der Sonne, sondern auch von unten, von sich erwärmendem Meerwasser geschmolzen. Antarktisches Eis befindet sich zu großen Teilen auf Land und wird diese Landflächen auch im 21. Jahrhundert nahezu vollständig bedecken. Eine Schnee- und Eis-Albedo Rückkopplung wie in der Arktis ist in der Antarktis daher in naher Zukunft nicht zu erwarten. In der Antarktis ist aus diesen Gründen die polare Amplifikation nach Erhöhung der Treibhausgaskonzentration in Klimamodellen erst nach sehr langer Zeit erkennbar. Das Ozonloch führte in der zweiten Hälfte des 20. Jahrhunderts in der Antarktis sogar zu einer Abkühlung.
Von 1992 bis 2017 war zwar eine Zunahme des ostantarktischen Eisschildes zu beobachten, diese wurde jedoch von einer Abnahme des westantarktischen Eisschilds in derselben Zeitspanne mehr als aufgewogen. Die Eismassen im Meer sind in einigen Regionen der Antarktis größer, in anderen hingegen kleiner geworden. Eine mögliche Erklärung für die Unterschiede zwischen der Arktis und der Antarktis sind laut einer 2016 in Nature veröffentlichten Studie langfristige innerozeanische Schwankungen im Pazifik, mit einer seit 1999 währenden Abkühlung des tropischen Ostpazifiks.